# Buderim
Buderim är en del av en befolkad plats i Australien. Den ligger i kommunen Sunshine Coast och delstaten Queensland, omkring 87 kilometer norr om delstatshuvudstaden Brisbane. Antalet invånare är 15 228.
Närmaste större samhälle är Caloundra, omkring 15 kilometer sydost om Buderim. 
Runt Buderim är det i huvudsak tätbebyggt. Genomsnittlig årsnederbörd är 1 778 millimeter. Den regnigaste månaden är januari, med i genomsnitt 345 mm nederbörd, och den torraste är september, med 40 mm nederbörd.